# Andriej Olchowski
Andriej Stanisławowicz Olchowski, rus. Андрей Станиславович Ольховский (ur. 15 kwietnia 1966 w Moskwie) – rosyjski tenisista, mistrz turniejów wielkoszlemowych w grze mieszanej.

## Kariera tenisowa
Jako zawodowy tenisista Olchowski występował w latach 1989–2002.
W grze pojedynczej wygrał 2 turnieje o randze ATP World Tour oraz awansował do 2 finałów.
W grze podwójnej Rosjanin zwyciężył w 20 zawodach ATP World Tour oraz dotarł do 20 finałów. W rozgrywkach wielkoszlemowych w deblu najlepszym wynikiem Olchowskiego jest awans do finału French Open z 1992 roku, gdy grał wspólnie z Davidem Adamsem. Spotkanie o tytuł przegrali z deblem Jakob Hlasek–Marc Rosset.
W grze mieszanej Olchowski został mistrzem w 1993 roku French Open i w 1994 roku Australian Open. W Paryżu grał razem z Jewgieniją Maniokową, a w Melbourne wspólnie z Łarysą Sawczenko-Neiland. W 1994 roku osiągnął z Sawczenko-Neiland finał French Open oraz 1997 roku finał Wimbledonu.
W latach 1983–2001 reprezentował ZSRR, a potem Rosję w Pucharze Davisa. Uczestniczył głównie w meczach deblowych. W 1994 i 1995 roku przyczynił się do awansu Rosji do finału zawodów. W finale przeciwko Szwecji w 1994 roku wystąpił w parze z Jewgienijem Kafielnikowem przeciwko Janowi Apellowi i Jonasowi Björkmanowi. Rok później, w finale ze Stanami Zjednoczonymi Olchowski ponownie zagrał razem z Kafielnikowem, a rywalami Rosjan byli Todd Martin i Pete Sampras. Oba te pojedynki debel Kafielnikow–Olchowski przegrali.
Olchowski reprezentował ojczyznę na igrzyskach olimpijskich Seulu w 1988 roku oraz na igrzyskach olimpijskich w Atlancie w 1996 roku. W Seulu wystąpił w grze podwójnej razem z Aleksandrem Wołkowem i odpadli w 1 rundzie, natomiast w Atlancie zagrał w singlu, dochodząc do ćwierćfinału, w którym nie sprostał Fernando Meligeniemu.
W rankingu gry pojedynczej Olchowski najwyżej był na 49. miejscu (14 czerwca 1993), a w klasyfikacji gry podwójnej na 6. pozycji (31 lipca 1995).
W 1997 roku Olchowski zdobył 2 srebrne medale podczas uniwersjady w Zagrzebiu, w grze podwójnej i grze mieszanej.

### Finały w turniejach ATP World Tour
| Legenda                                      |
| -------------------------------------------- |
| Wielki Szlem                                 |
| Igrzyska olimpijskie                         |
| Tennis Masters Cup / ATP Finals              |
| ATP Masters Series / ATP Tour Masters 1000   |
| ATP International Series Gold / ATP Tour 500 |
| ATP International Series / ATP Tour 250      |

#### Gra pojedyncza (2–2)
| Końcowy wynik | Nr | Data                | Turniej      | Nawierzchnia    | Przeciwnik    | Wynik finału        |
| ------------- | -- | ------------------- | ------------ | --------------- | ------------- | ------------------- |
| Zwycięzca     | 1. | 7 marca 1993        | Kopenhaga    | Dywanowa (hala) | Nicklas Kulti | 7:5, 3:6, 6:2       |
| Finalista     | 1. | 2 października 1994 | Kuala Lumpur | Dywanowa (hala) | Jacco Eltingh | 6:7(1), 6:2, 4:6    |
| Finalista     | 2. | 12 marca 1995       | Kopenhaga    | Dywanowa (hala) | Martin Sinner | 7:6(3), 6:7(8), 3:6 |
| Zwycięzca     | 2. | 4 lutego 1996       | Szanghaj     | Dywanowa (hala) | Mark Knowles  | 7:6(5), 6:2         |

#### Gra podwójna (20–20)
| Końcowy wynik | Nr  | Data                 | Turniej            | Nawierzchnia    | Partner               | Przeciwnicy                             | Wynik finału        |
| ------------- | --- | -------------------- | ------------------ | --------------- | --------------------- | --------------------------------------- | ------------------- |
| Finalista     | 1.  | 20 maja 1990         | Umag               | Ceglana         | Andriej Czerkasow     | Vojtěch Flégl Daniel Vacek              | 4:6, 4:6            |
| Finalista     | 2.  | 10 marca 1991        | Kopenhaga          | Dywanowa (hala) | Mansur Bahrami        | Todd Woodbridge Mark Woodforde          | 3:6, 1:6            |
| Finalista     | 3.  | 19 kwietnia 1992     | Tampa              | Ceglana         | Luiz Mattar           | Mike Briggs Trevor Kronemann            | 6:7, 7:6, 4:6       |
| Finalista     | 4.  | 8 czerwca 1992       | French Open, Paryż | Ceglana         | David Adams           | Jakob Hlasek Marc Rosset                | 6:7, 7:6, 5:7       |
| Finalista     | 5.  | 15 listopada 1992    | Moskwa             | Dywanowa (hala) | David Adams           | Marius Barnard John-Laffnie de Jager    | 4:6, 6:3, 6:7       |
| Finalista     | 6.  | 28 lutego 1993       | Rotterdam          | Dywanowa (hala) | David Adams           | Henrik Holm Anders Järryd               | 4:6, 6:7            |
| Zwycięzca     | 1.  | 7 marca 1993         | Kopenhaga          | Dywanowa (hala) | David Adams           | Martin Damm Daniel Vacek                | 6:3, 3:6, 6:3       |
| Zwycięzca     | 2.  | 4 kwietnia 1993      | Estoril            | Ceglana         | David Adams           | Menno Oosting Udo Riglewski             | 6:3, 7:5            |
| Finalista     | 7.  | 13 czerwca 1993      | Rosmalen           | Trawiasta       | David Adams           | Patrick McEnroe Jonathan Stark          | 6:7, 6:1, 4:6       |
| Zwycięzca     | 3.  | 29 sierpnia 1993     | Schenectady        | Twarda          | Bernd Karbacher       | Byron Black Brett Steven                | 2:6, 7:6, 6:1       |
| Finalista     | 8.  | 19 września 1993     | Bordeaux           | Twarda          | David Adams           | Pablo Albano Javier Frana               | 6:7, 6:4, 3:6       |
| Finalista     | 9.  | 17 października 1993 | Bolzano            | Dywanowa (hala) | David Adams           | Hendrik Jan Davids Piet Norval          | 3:6, 2:6            |
| Zwycięzca     | 4.  | 20 lutego 1994       | Stuttgart          | Dywanowa (hala) | David Adams           | Grant Connell Patrick Galbraith         | 6:7, 6:4, 7:6       |
| Finalista     | 10. | 3 kwietnia 1994      | Osaka              | Twarda          | David Adams           | Martin Damm Sandon Stolle               | 4:6, 4:6            |
| Finalista     | 11. | 31 lipca 1994        | Hilversum          | Ceglana         | David Adams           | Daniel Orsanic Jan Siemerink            | 4:6, 2:6            |
| Zwycięzca     | 5.  | 7 sierpnia 1994      | Kitzbühel          | Ceglana         | David Adams           | Sergio Casal Emilio Sánchez             | 6:7, 6:3, 7:5       |
| Finalista     | 12. | 23 października 1994 | Pekin              | Dywanowa (hala) | David Adams           | Tommy Ho Kent Kinnear                   | 6:7, 3:6            |
| Finalista     | 13. | 13 listopada 1994    | Moskwa             | Dywanowa (hala) | David Adams           | Jacco Eltingh Paul Haarhuis             | walkower            |
| Finalista     | 14. | 8 stycznia 1995      | Doha               | Twarda          | Jan Siemerink         | Stefan Edberg Magnus Larsson            | 6:7, 2:6            |
| Zwycięzca     | 6.  | 15 stycznia 1995     | Dżakarta           | Twarda          | David Adams           | Ronald Agénor Shūzō Matsuoka            | 7:5, 6:3            |
| Zwycięzca     | 7.  | 12 lutego 1995       | Marsylia           | Dywanowa (hala) | David Adams           | Jean-Philippe Fleurian Rodolphe Gilbert | 6:1, 6:4            |
| Zwycięzca     | 8.  | 9 kwietnia 1995      | Estoril            | Ceglana         | Jewgienij Kafielnikow | Marc-Kevin Goellner Diego Nargiso       | 5:7, 7:5, 6:2       |
| Finalista     | 15. | 14 maja 1995         | Hamburg            | Ceglana         | Byron Black           | Wayne Ferreira Jewgienij Kafielnikow    | 1:6, 6:7            |
| Finalista     | 16. | 18 czerwca 1995      | Rosmalen           | Trawiasta       | Hendrik Jan Davids    | Richard Krajicek Jan Siemerink          | 5:7, 3:6            |
| Finalista     | 17. | 25 czerwca 1995      | Halle              | Trawiasta       | Jewgienij Kafielnikow | Jacco Eltingh Paul Haarhuis             | 2:6, 6:3, 3:6       |
| Zwycięzca     | 9.  | 31 lipca 1995        | Montreal           | Twarda          | Jewgienij Kafielnikow | Brian MacPhie Sandon Stolle             | 6:4, 6:4            |
| Zwycięzca     | 10. | 24 marca 1996        | Petersburg         | Dywanowa (hala) | Jewgienij Kafielnikow | Nicklas Kulti Peter Nyborg              | 6:3, 6:4            |
| Zwycięzca     | 11. | 14 kwietnia 1996     | Hongkong           | Twarda          | Patrick Galbraith     | Kent Kinnear Dave Randall               | 6:3, 6:7, 7:6       |
| Finalista     | 18. | 6 października 1996  | Singapur           | Dywanowa (hala) | Martin Damm           | Todd Woodbridge Mark Woodforde          | 6:7, 6:7            |
| Zwycięzca     | 12. | 13 października 1996 | Pekin              | Dywanowa (hala) | Martin Damm           | Patrik Kühnen Gary Muller               | 6:4, 7:5            |
| Zwycięzca     | 13. | 10 listopada 1996    | Moskwa             | Dywanowa (hala) | Rick Leach            | Jiří Novák David Rikl                   | 4:6, 6:1, 6:2       |
| Finalista     | 19. | 2 marca 1997         | Mediolan           | Dywanowa (hala) | David Adams           | Pablo Albano Peter Nyborg               | 4:6, 6:7            |
| Zwycięzca     | 14. | 16 marca 1997        | Kopenhaga          | Dywanowa (hala) | Brett Steven          | Kenneth Carlsen Frederik Fetterlein     | 6:4, 6:2            |
| Zwycięzca     | 15. | 23 marca 1997        | Petersburg         | Dywanowa (hala) | Brett Steven          | David Prinosil Daniel Vacek             | 6:4, 6:3            |
| Zwycięzca     | 16. | 7 lutego 1999        | Marsylia           | Twarda (hala)   | Maks Mirny            | David Adams Pavel Vízner                | 7:5, 7:6(7)         |
| Zwycięzca     | 17. | 7 marca 1999         | Kopenhaga          | Dywanowa (hala) | Maks Mirny            | Marc-Kevin Goellner David Prinosil      | 6:7(5), 7:6(4), 6:1 |
| Zwycięzca     | 18. | 22 maja 1999         | St. Pölten         | Ceglana         | Andrew Florent        | Brent Haygarth Robbie Koenig            | 5:7, 6:4, 7:5       |
| Finalista     | 20. | 7 stycznia 2001      | Doha               | Twarda          | Juan Balcells         | Mark Knowles Daniel Nestor              | 3:6, 1:6            |
| Zwycięzca     | 19. | 3 lutego 2002        | Mediolan           | Dywanowa (hala) | Karsten Braasch       | Julien Boutter Maks Mirny               | 3:6, 7:6(5), 12–10  |
| Zwycięzca     | 20. | 14 kwietnia 2002     | Estoril            | Ceglana         | Karsten Braasch       | Simon Aspelin Andrew Kratzmann          | 6:3, 6:3            |

#### Gra mieszana (2–2)
| Końcowy wynik | Nr | Data             | Turniej                    | Nawierzchnia | Partnerka                | Przeciwnicy                   | Wynik finału     |
| ------------- | -- | ---------------- | -------------------------- | ------------ | ------------------------ | ----------------------------- | ---------------- |
| Zwycięzca     | 1. | 6 czerwca 1993   | French Open, Paryż         | Ceglana      | Jewgienija Maniokowa     | Elna Reinach Danie Visser     | 6:2, 4:6, 6:4    |
| Zwycięzca     | 2. | 30 stycznia 1994 | Australian Open, Melbourne | Twarda       | Łarysa Sawczenko-Neiland | Helena Suková Todd Woodbridge | 7:5, 6:7(7), 6:2 |
| Finalista     | 1. | 4 czerwca 1994   | French Open, Paryż         | Ceglana      | Łarysa Sawczenko-Neiland | Kristie Boogert Menno Oosting | 5:7, 6:3, 5:7    |
| Finalista     | 2. | 6 lipca 1997     | Wimbledon, Londyn          | Trawiasta    | Łarysa Sawczenko-Neiland | Helena Suková Cyril Suk       | 6:4, 3:6, 4:6    |